# Petilia Policastro
Petilia Policastro (o Policastro Calabro, IPA: [peˈtilja poliˈkastro], Pulicàstru in calabrese) è un comune italiano di 8 469 abitanti della provincia di Crotone in Calabria.

## Geografia fisica
Il territorio comunale di Petilia Policastro è quasi del tutto montano, dominato dal monte Gariglione. Il nucleo urbano principale è collocato nell'alto bacino del fiume Tacina, su un contrafforte roccioso del versante orientale del monte Petto di Mandra (m 1681 s.l.m.), tra i maggiori rilievi della Sila Piccola. Notevolissima è l'escursione altimetrica del territorio comunale essendo esso compreso tra 30 e 1.715 metri sul livello del mare.

## Origini del nome
È l’antica Πολυκάστρον, di origine bizantina. Il nome Policastro è stato mantenuto fino al 1863, con l’aggiunta del nome Petilia, derivata dall’opinione dell'epoca che Policastro occupasse il luogo dell'antica città italica, poi colonia greca, brettia ed infine municipio romano di Petelia, che invece sorgeva presso l'ordierna Strongoli.
È incerto se la composizione del toponimo derivi da πόλις (città, cittadinanza) o παλαιός (vecchio, antico) e da castrum o Κάστρον (luogo fortificato, con difese militari) 
Altri luoghi presentano il medesimo toponimo come Policastro Bussentino - borgo più popoloso del comune di Santa Marina, in provincia di Salerno, da cui deriva il nome del Golfo di Policastro - e Polykastro, ex comune greco della regione della Macedonia Centrale.

## Storia
Alcuni ritrovamenti di armi in pietra testimoniano la presenza di insediamenti umani già nel paleolitico.
Petilia Policastro è un antico borgo, di presumibile impianto bizantino, circondato originariamente da mura difensive. Nel suo territorio, lungo i fiumi Tacina e Soleo, sono state ritrovate testimonianze di insediamenti di origine brettia, risalenti al IV e III secolo a.C.; ancora tracce romane, dalla Repubblica al tardo impero. Lungo il torrente Cropa, esistono delle grotte di origine naturale che sono state utilizzate sin dall'antichità forse da pastori durante la transumanza. 
Le indagini archeologiche condotte sotto la direzione scientifica di Domenico Marino, hanno permesso di scoprire un importante complesso databile all'Antica e Media età del bronzo (prima metà del 2° millennio a.C.) in località Comito (zona industriale). Tale complesso è inquadrabile nell'ambito della facies calabrese di Capo Piccolo, che intrattiene stretti rapporti culturali ed economici con la coeva facies eoliana di Capo Graziano, con quella siciliana di Rodì e con la Puglia salentina. Alla stessa facies sono riconducibili le due asce bronzee, del tipo a margini rialzati, rinvenute nel territorio nel 1987 ed attualmente esposte nel Museo Archeologico Nazionale di Crotone. Una di esse, finemente decorata con motivi a schema geometrico, eseguiti a bulino, è considerata un unicum a livello europeo. Presumibilmente, le due asce, unitamente ad un pugnale purtroppo disperso, costituivano il corredo della sepoltura di un personaggio di alto rango.
Scavi archeologici eseguiti in località Foresta, nel corso dei lavori per la realizzazione del Polo Scolastico, hanno messo in luce resti di un piccolo edificio rurale della tarda età ellenistica (III sec. a.C.).
L'abitato odierno, conserva ancora l'antico centro storico, mal tenuto, di chiara impronta bizantina.
Nell’XI secolo fu occupata dai normanni, poi fu compreso nel marchesato di Crotone. 
Passò nel 1480 a la baronia di Nicastro de Ferdinando d'Aragona, e dal 1496 al 1557 fu dei Carafa conti di Santa Severina. Nel 1443 era tassata per 409 fuochi fiscali e nel 1521 per 492.
Vi sono segni dei secoli successivi, come i palazzi seicenteschi e settecenteschi; infatti i sovrani spagnoli, nel Seicento, inviarono la famiglia baronale dei Portiglia, per avere un completo controllo del territorio circostante; di questi esiste ancora il palazzo omonimo. Ancora, il palazzo Aquila, anch'esso seicentesco. Poi quello settecentesco dei principi Filomarino e della famiglia Ferrari. Anche le chiese sono antiche: Santa Maria Maggiore del 1400; San Nicola Pontefice e l'Annunziata del 1600.
Nel centro storico, nel largo San Sebastiano, antistante l'attuale facciata della Chiesa matrice di San Nicola, è stato messo in luce un cimitero con tombe a fossa, scavate nella roccia di base, alcune con inumazioni plurime, presumibilmente familiari, con datazione precedente il XVII secolo. Importanti reperti ceramici e numismatici (spicca un denaro tornese del tipo "a castello"), rinvenuti nel saggio di scavo, sono databili ai secoli XIII-XIV.
Durante il fascismo fu costruita la Sofome, società di produzione di traverse ferroviarie in legno, la quale diede il nome all'omonima frazione.
Negli ultimi anni, il nome di Petilia Policastro si è largamente diffuso in tutta Italia in quanto paese d'origine di Lea Garofalo, testimone di giustizia su fatti di mafia che, avendo scelto di denunciare le barbarie della 'Ndrangheta, venne fatta assassinare a Milano dal mafioso policastrese Carlo Cosco, già suo compagno.

### Simboli
Lo stemma e il gonfalone di Petilia Policastro sono stati concessi con decreto del presidente della Repubblica del 19 gennaio 1999.
Il gonfalone è costituito da un drappo di rosso.

## Monumenti e luoghi d'interesse

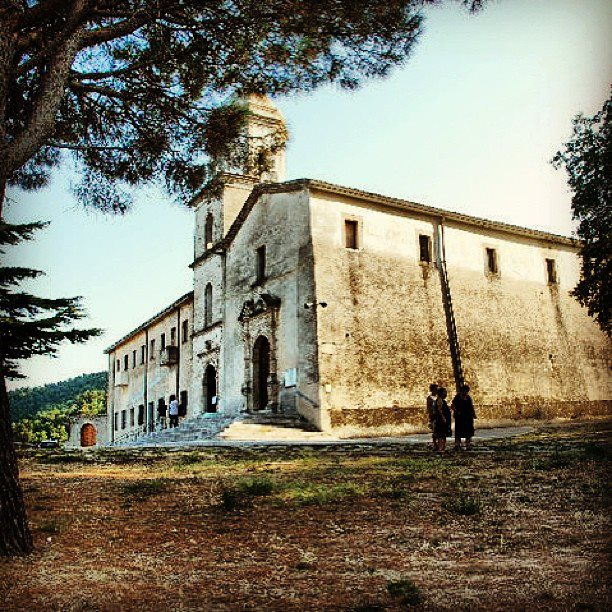
Il Santuario della Sacra Spina

### Grotte Carsiche
Il territorio di Petilia Policastro ha delle importanti grotte carsiche. Sono molto estese e raggiungono la profondità di 100 metri. Sono circondate da laghi e fiumi sotterranei e nel loro interno sono stati ritrovati dei vasi di terracotta risalenti all'età bizantina.

### Grotte Basiliane di San Demetrio
Nel territorio petilino esistono delle grotte nel quale interno sono stati ritrovati dei resti monastici, tra i quali una croce bizantina scolpita su una parete.

### Santuario della Sacra Spina
Il santuario custodisce una Sacra Spina, che si ipotizza facesse parte della corona di Gesù Cristo in croce. Il frammento sarebbe stato donato dalla regina Giovanna di Valois, moglie di Luigi XII, al suo confessore personale, padre Dionisio Sacco, originario di Policastro. La Spina è venerata dal popolo perché si reputa lo abbia salvato da un terribile terremoto.
In onore alla Spina, ogni secondo venerdì di marzo si va in pellegrinaggio al Santuario seguendo la processione del Calvario, una manifestazione di costume. La Chiesa presenta una vasta navata centrale, mentre l'altare si compone di decori in stile barocco. Sopra l'altare c'è la cappella dove è conservata la Spina.

### Altri luoghi

#### Architetture religiose
- Chiesa matrice di San Nicola Pontefice
- Chiesa dell'Annunziata ('600)
- Chiesa di S. Francesco
- Chiesa di S. Caterina
- Chiesa dell'Arciconfraternita del SS. Rosario
- Chiesa di San Sebastiano

#### Architetture civili
- Palazzo Portiglia
- Palazzo Ferrari
- Palazzo Filomarino
- Palazzo Dell'Aquila
- Palazzo Madia

#### Altro
- Murales in vico Leone[10]

## Società

### Evoluzione demografica
Abitanti censiti

### Etnie e minoranze straniere
Gli stranieri residenti a Petilia Policastro con regolare permesso di soggiorno sono 264 (al 31 dicembre 2017).
| - Romania - 79 - Marocco - 77 - Bulgaria - 24 - Polonia - 10 - Cina - 9 - Mali - 8 - Siria - 6 - Albania - 5 - Gambia - 7 | - Nigeria - 4 - Ucraina - 4 - Russia - 4 - Afghanistan - 3 - Bangladesh - 3 - Francia - 2 - Spagna - 2 - Ungheria - 2 - Filippine - 2 | - Costa d'Avorio - 2 - Guinea - 2 - Brasile - 2 - Stati Uniti - 1 - Germania - 1 - Svizzera - 1 - Slovacchia - 1 - Bielorussia - 1 - Indonesia - 1 | - Iraq - 1 - Ghana - 1 - Senegal - 1 - Uganda - 1 - Eritrea - 1 - Pakistan - 1 |

### Tradizioni e folclore

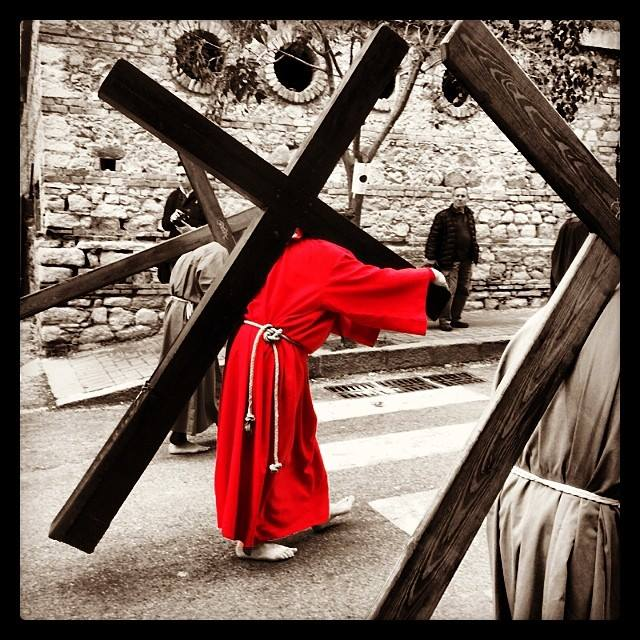
La processione del Calvario. Rappresentazione in costume della Via Crucis.

- Il secondo venerdì di marzo si svolge la processione del Calvario. Rappresentazione in costume della Via Crucis dalla chiesa di San Francesco fino al santuario della Santa Spina.
- 19 marzo: U Mmitu e San Giuseppe (l'Invito di San Giuseppe). Tradizionale pasto fatto di pasta e ceci che nell'antichità veniva offerto ai poveri.
- Il Venerdì Santo processione della Naca: processione per le vie del paese del Cristo morto insieme alla Madonna Addolorata.
- Il 20 gennaio si festeggia San Sebastiano, santo protettore di Petilia Policastro.
- Terza domenica di maggio: festa di San Francesco da Paola, con infiorata in piazza omonima.

## Infrastrutture e trasporti
Il comune è interessato dalla strada statale 109 della Piccola Sila.

## Amministrazione
| Periodo           | Periodo           | Primo cittadino          | Partito                                              | Carica                    | Note   |
| ----------------- | ----------------- | ------------------------ | ---------------------------------------------------- | ------------------------- | ------ |
| 21 novembre 1993  | 9 giugno 1996     | Giovanni Ierardi         | Lista civica                                         | sindaco                   |        |
| 9 giugno 1996     | 13 giugno 1999    | Salvatore Lavorato       | lista civica                                         | sindaco                   |        |
| 13 giugno 1999    | 15 settembre 2002 | Michael Angelo Tavernese | lista civica                                         | sindaco                   |        |
| 15 settembre 2002 | 26 maggio 2003    |                          |                                                      | commissario straordinario |        |
| 26 maggio 2003    | 14 aprile 2008    | Giuseppe Ceraudo         | lista civica di centro-sinistra                      | sindaco                   |        |
| 14 aprile 2008    | 27 maggio 2013    | Dionigi Fera             | lista civica                                         | sindaco                   |        |
| 27 maggio 2013    | 10 giugno 2018    | Amedeo Nicolazzi         | lista civica Buongiorno Petilia                      | sindaco                   | [ 12 ] |
| 10 giugno 2018    | 6 maggio 2021     | Amedeo Nicolazzi         | Fratelli d'Italia lista civica #petilia primaditutto | sindaco                   |        |
| 6 maggio 2021     | 4 ottobre 2021    | Domenico Mannino         |                                                      | commissario straordinario |        |
| 4 ottobre 2021    | in carica         | Simone Saporito          | Lista civica                                         | Sindaco                   |        |